# 卡布努尔
卡布努尔（Kabnur），是印度马哈拉施特拉邦Kolhapur县的一个城镇。总人口28223（2001年）。

## 人口
该地2001年总人口28223人，其中男性14946人，女性13277人；0—6岁人口3547人，其中男1937人，女1610人；识字率72.73%，其中男性为79.21%，女性为65.44%。